# Omar Mosaad
Omar Mosaad Abozeid (arabisch عمر مسعد, DMG ʿUmar Musʿad; * 17. März 1988 in Kairo) ist ein ägyptischer Squashspieler.

## Karriere
Omar Mosaad begann seine professionelle Karriere im Jahr 2005 und gewann bislang zehn Turniere auf der PSA World Tour. Seine höchste Platzierung in der Weltrangliste erreichte er mit Rang drei im Juni 2016. Bereits in seiner Zeit bei den Junioren feierte er größere Erfolge. So gewann er mehrfach den wichtigen Juniorentitel der British Junior Open, zudem zog er 2006 ins Finale der Weltmeisterschaft ein, welches er jedoch klar gegen Ramy Ashour mit 1:9, 3:9 und 1:9 verlor. Sein bislang größter Karriereerfolg war das Erreichen des Weltmeisterschaftsfinals 2015. In diesem unterlag er Grégory Gaultier in drei Sätzen. Mit der ägyptischen Nationalmannschaft nahm er an der Weltmeisterschaft 2013 teil, wo er nach einer Finalniederlage gegen England Vizeweltmeister wurde.

## Erfolge
- Vizeweltmeister: 2015
- Vizeweltmeister mit der Mannschaft: 2013
- Gewonnene PSA-Titel: 10
- Ägyptischer Meister: 2016